# ساندرو کاردوسو دوس سانتوس
ساندرو کاردوسو دوس سانتوس (به پرتغالی: Sandro Cardoso dos Santos) مهاجم اهل برزیل است که در شهر سائوپائولو، ایالت سائوپائولو و در تاریخ ۲۲ مارس ۱۹۸۰ به دنیا آمده‌است.
ساندرو کاردوسو دوس سانتوس در تیم‌های فوتبال Portuguesa، سوون سامسونگ، جف یونایتد ایچیهارا چیبا، سوون سامسونگ، چونام دراگونز، باشگاه فوتبال گوانگ‌ژو آر و اف، FC Thun، باشگاه فوتبال شاندونگ لیونگ، باشگاه فوتبال گوانگ‌ژو آر و اف سابقهٔ حضور دارد.